# Problepsis latonaria
Problepsis latonaria là một loài bướm đêm trong họ Geometridae.